# Combat d'Ingelmunster
Guerre des Paysans
Batailles
- Saint-Nicolas
- 1er Boom
- Merchtem
- Zele
- Malines
- 2e Boom
- Hooglede
- Moorslede
- Zonnebeke
- 1er Diest
- 1er Louvain
- Alost
- Turnhout
- Enghien-Hal
- Hérinnes
- Audenarde
- Leuze
- 2e Louvain
- Ingelmunster
- Duffel
- Herentals
- Arzfeld
- Clervaux
- Amblève
- Stavelot
- Pollare
- Londerzeel
- Kapelle-op-den-Bos
- Bornem
- Meerhout
- 2e Diest
- 3e Diest
- Mol
- Jodoigne
- Marilles
- Beauvechain
- Hélécine
- Kapellen
- Meylem
- Hasselt

Le combat d'Ingelmunster, aussi appelé le Brigandszondag (le dimanche des brigands), se déroule pendant la guerre des Paysans.

## Déroulement
Dans la nuit du 26 au 27 octobre 1798, la ville de Courtrai est attaquée par les paysans insurgés. La garnison résiste, le 27 elle fait plusieurs sorties qui repoussent les révoltés. Mais la ville reste encerclée par les rebelles. Le même jour, une colonne française sort alors de Bruges pour secourir la garnison, elle passe la nuit du 27 au 28 à Roulers, puis elle gagne Izegem. Mais le tocsin retentit alors qu'elle traverse cette paroisse, puis lorsqu'elle arrive à Ingelmunster, elle est assaillie par les habitants. Les Républicains parviennent néanmoins à se replier sur Courtrai.
Mais le commandant de la place réagit et sort de Courtrai avec 250 hommes qu'il poste en embuscade afin de surprendre les paysans à la poursuite du détachement de Bruges. La manœuvre réussit et les insurgés, surpris et attaqués à revers, sont mis en déroute. Les Français se lancent à leur poursuite et entrent à Ingelmunster et Izegem où plusieurs maisons sont incendiées. Le juge de paix Wagebaert parvient cependant à dissuader les Français d'incendier totalement Ingelmunster,.
De nombreux insurgés sont tués lors de l'affrontement, les estimations vont jusqu'à 250 morts. 39 sont tués à Cuerne, 12 à Ingelmunster, 9 à Izegem. Dans ce dernier village, les soldats massacrèrent également une femme, ainsi que des vieillards et des enfants.
Cette lourde défaite décourage les insurgés et dans les jours qui suivent l'insurrection s'estompe progressivement dans le département de la Lys. Le dernier incident a lieu le 3 novembre, lorsque des soldats de la garnison de Courtrai entendent des coups de fusil à Kuurne. Les Républicains réagissent brutalement, ils se portent au village et surprennent les habitants au moment où ces derniers quittent l'église à la fin de la messe. Une trentaine de personnes sont massacrées, dont des femmes et des enfants.

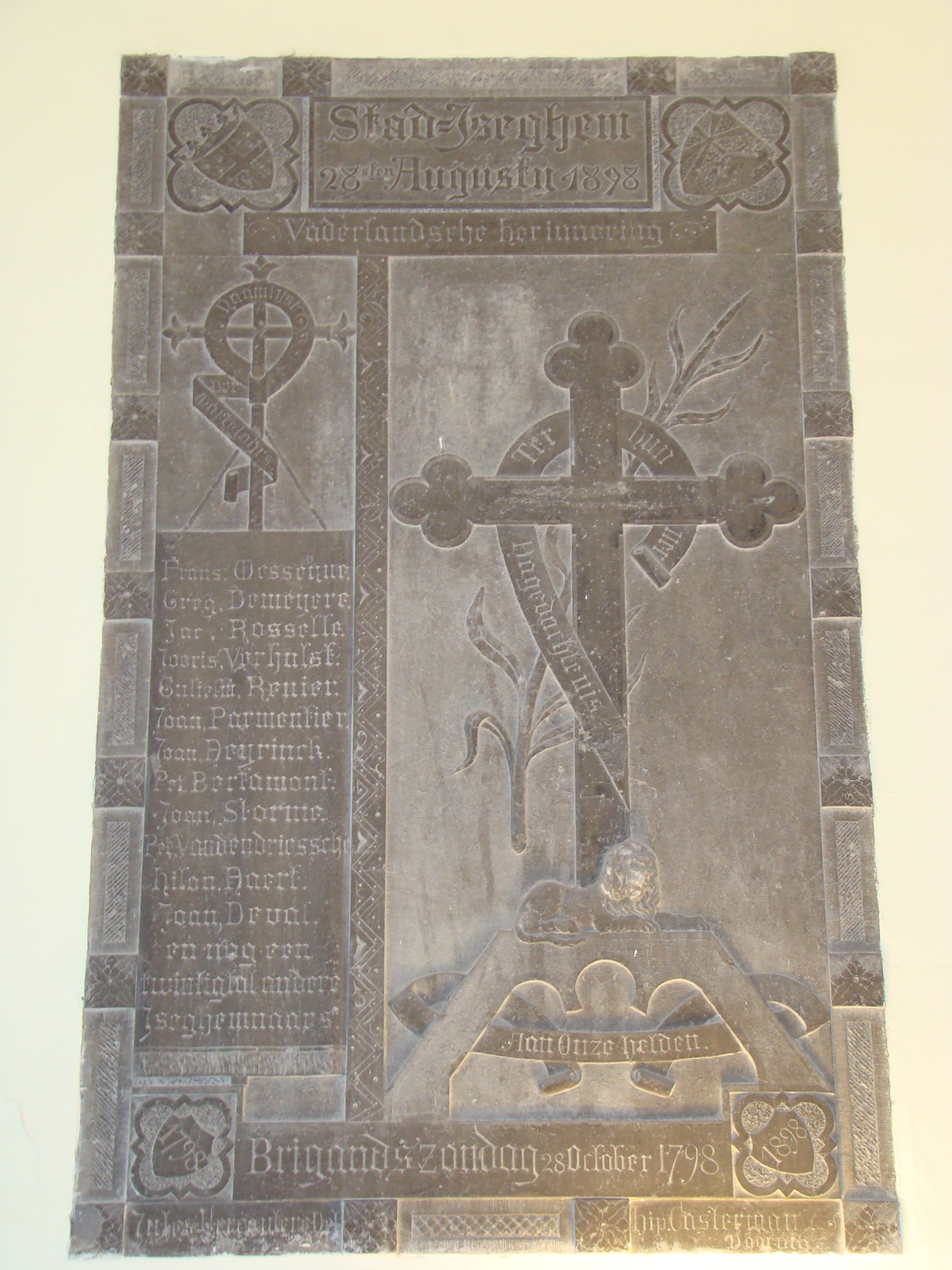
Mémorial à l'église Sint-Tillokerk, à Izegem.
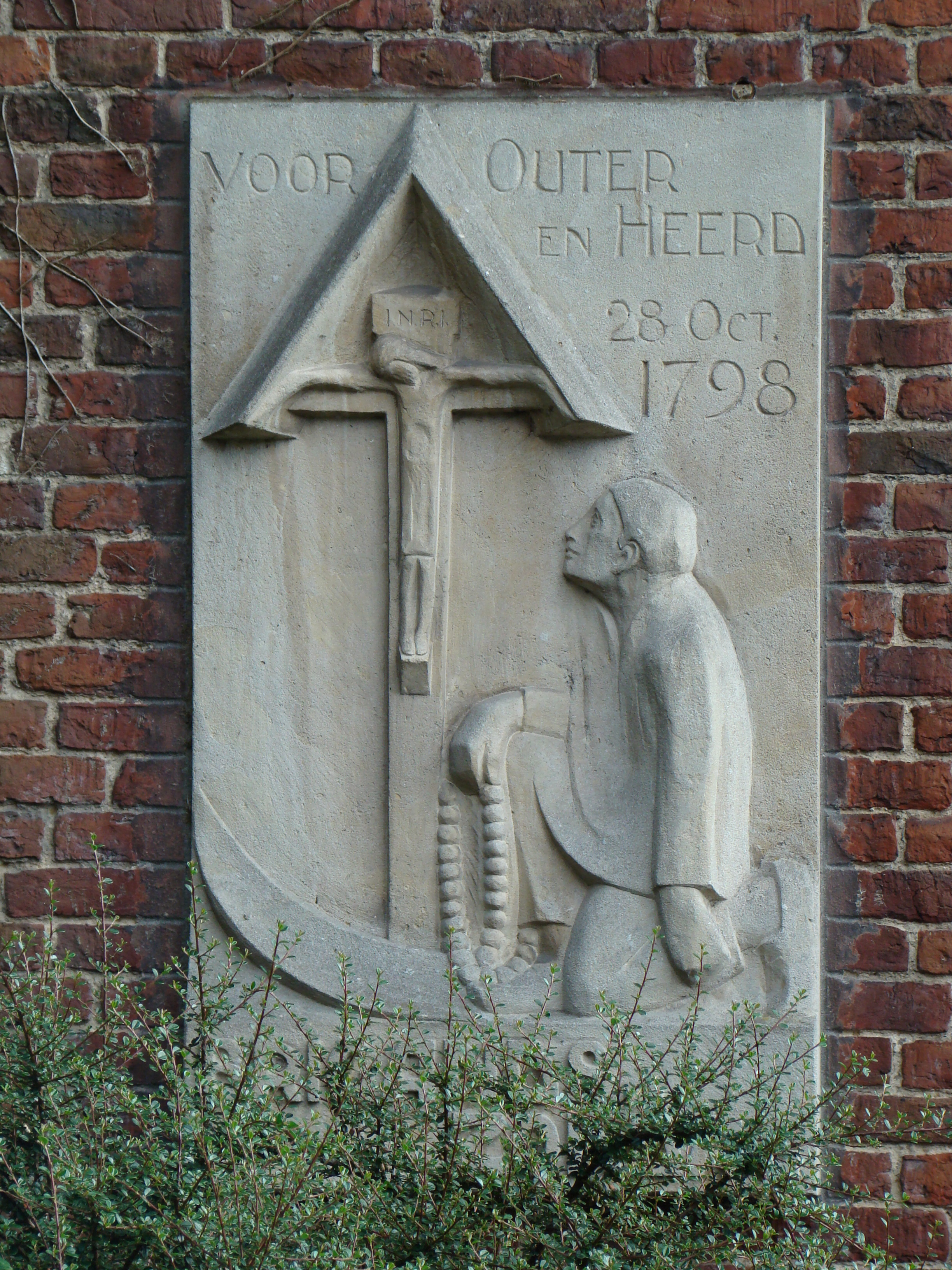
Mémorial près de l'église Saint-Amand, à Ingelmunster.